# Pir

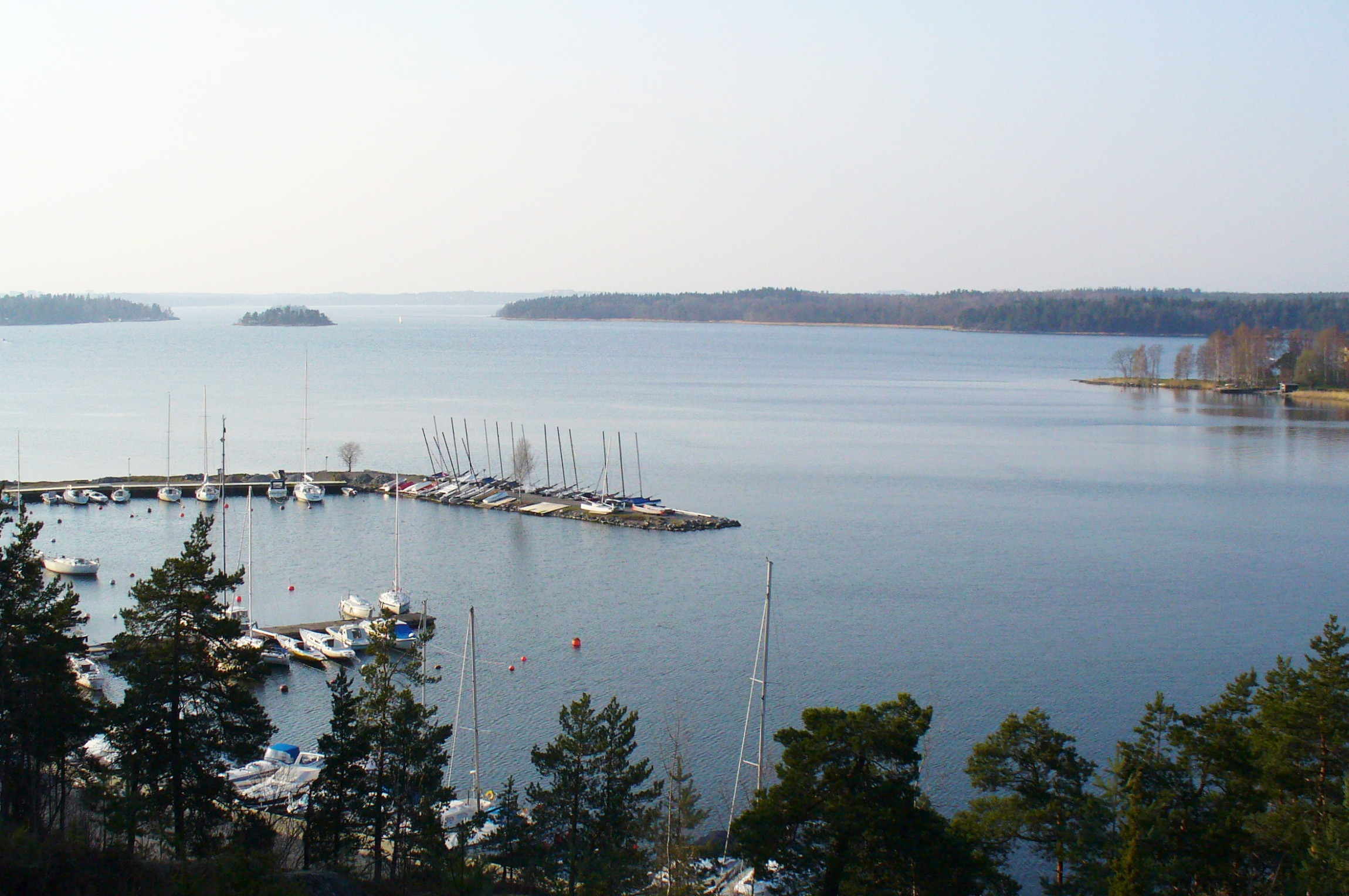
Pir på Lidingön, vid Askrikefjärden i Stockholms skärgård.

En pir är en bottenfast utbyggnad vid en strand. En pir av sten eller betong kan fungera som vågbrytare.